# Rhampsinitus flavidus
Rhampsinitus flavidus is een hooiwagen uit de familie echte hooiwagens (Phalangiidae).